# Metopidiothrix danao
Metopidiothrix danao är en mångfotingart som beskrevs av Shear 2002. Metopidiothrix danao ingår i släktet Metopidiothrix och familjen Metopidiotrichidae. Inga underarter finns listade i Catalogue of Life.